# U.S. Route 13
U.S. Route 13 (ou U.S. Highway 13) é uma autoestrada dos Estados Unidos.
Faz a ligação do Sul para o Norte. A U.S. Route 13 foi construída em 1926 e tem 526 milhas (847 km).

## Principais ligações
Autoestrada 64 em Norfolk

 US 50 perto de Salisbury

 Autoestrada 295 perto de Wilmington